# امپراتوری اجساد
امپراتوری اجساد (屍者の帝国 Shisha no Teikoku) انیمه‌ای در ژانر علمی-تخیلی ترسناک به کارگردانی ریوتاروئو ماکیهارا و محصول سال ۲۰۱۵ ژاپن است.